# As I Lay Dying/American Tragedy
As I Lay Dying/American Tragedy è uno split album dei due gruppi metalcore As I Lay Dying e American Tragedy pubblicato nel 2002 attraverso la Pluto Records.
Le tracce dalla 1 alla 5 sono degli As I Lay Dying e sono state ripubblicate nella raccolta A Long March: The First Recordings uscita nel 2006 per la Metal Blade Records, quelle dalla 6 alla 11 degli ora sciolti American Tragedy.

## Tracce
1. As I Lay Dying – Illusion – 3:56
2. As I Lay Dying – The Beginning – 2:48
3. As I Lay Dying – Reinvention – 4:56
4. As I Lay Dying – The Pain of Separation – 2:50
5. As I Lay Dying – Forever – 4:16
6. American Tragedy – - – 1:14
7. American Tragedy – Choking of a Dream – 1:49
8. American Tragedy – World Intruded – 4:05
9. American Tragedy – Spite and Splinter – 3:12
10. American Tragedy – Porcelain Angels – 2:03
11. American Tragedy – Moments and In Between – 5:06